# 斯卡斯代尔联合自由学区

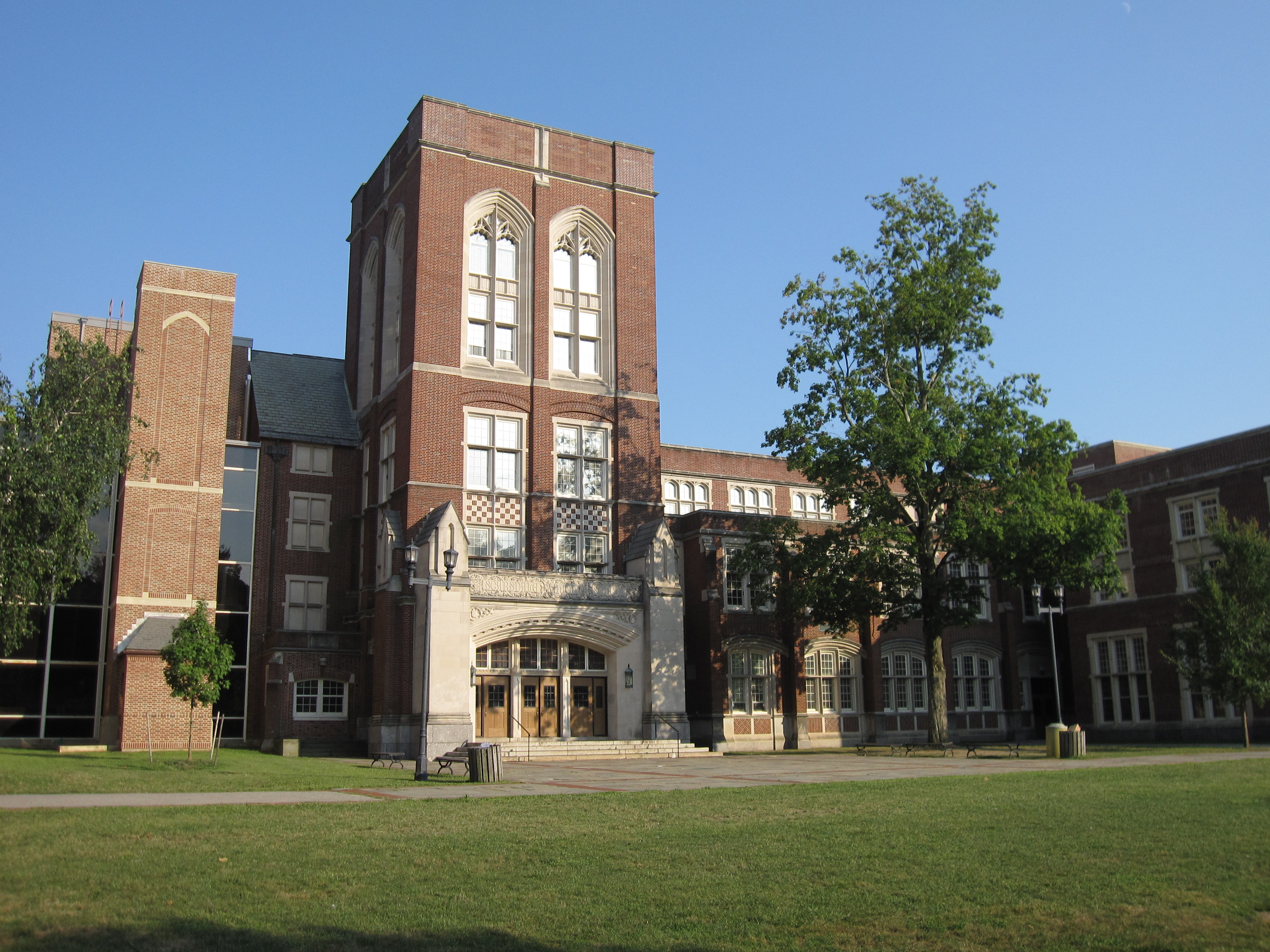
Scarsdale高中 (Scarsdale High School)

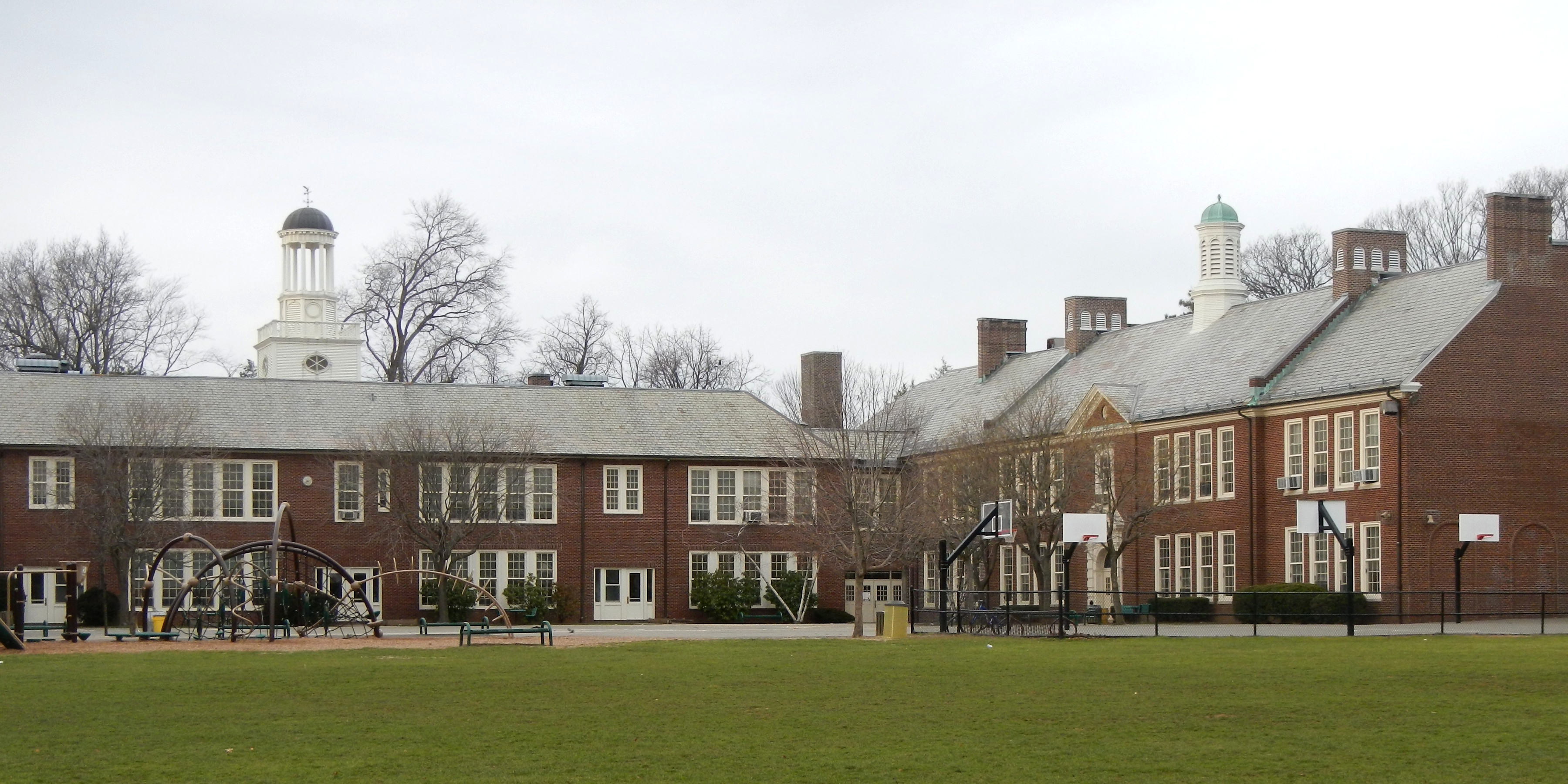
Edgewood小学

斯卡斯代尔联合自由学区（英語：Scarsdale Union Free School District/Scarsdale Public Schools）是一个美国纽约州的学区，总部在斯卡斯代尔。
2012年7月斯卡斯代尔联合自由学区是最有钱的美国学区。
斯卡斯代尔联合自由学区营运5间小学，1间初中和1间高中。
小学名字是斯卡斯代尔斯卡斯代尔街坊的名字。